# Frédérique Bedos
Pour les articles homonymes, voir Bedos.
Frédérique Bedos, née le 17 mars 1971 à Mont-Saint-Aignan, en Seine-Maritime, est une journaliste française, de radio et de télévision ainsi qu'une réalisatrice et productrice de documentaires. Elle a notamment travaillé pour Fashion & Design TV à New York, pour MTV à Londres ainsi que pour France 2 et Europe 2. En 2010, elle fonde une ONG d’Information : « Le Projet Imagine ». Dans ce cadre, elle a produit et réalisé une douzaine de films et conceptualisé plusieurs formats télévisuels. Ses productions audiovisuelles ont pour but d'informer et de pousser à l'action. Frédérique aime notamment dresser le portrait de personnes engagées en faveur d'une société plus fraternelle. 

## Biographie
Frédérique Bedos est née en Normandie d'un père haïtien et d'une mère française souffrant de troubles mentaux. Elle passe son enfance dans la banlieue de Lille avant de s'installer à Paris où elle suit des études d'histoire de l'art à la Sorbonne Paris IV et à l'École du Louvre, se spécialisant dans l'égyptologie et l'indianisme.
À la faveur d'une rencontre dans un restaurant parisien avec le patron de Fashion and Design TV, elle fait ses débuts sur cette chaîne à New York en tant que reporter culturel. De retour en Europe, elle est d'abord chroniqueuse pour Christophe Dechavanne et fait ses premières armes à la radio, sur Rire et Chansons (Groupe NRJ). Brent Hansen, président de MTV Europ à l’époque, demande à Frédérique de s’installer à Londres afin de devenir la première VJ Française au sein de ce qui était alors l’unique chaîne mondiale. Alors qu’elle anime quotidiennement plusieurs émissions à Londres durant la semaine, France 2 lui confie l’animation de plusieurs émissions de divertissement de prime time qu’elle enregistre à Paris durant les week-end.
Elle a notamment co-présenté avec Jean-Luc Delarue "Les Victoires de la musique " et fait partie de la dizaine d'animateurs rappelés en 2010, pour célébrer les 25 ans de la cérémonie. 
Quand le groupe MTV décide de créer des chaînes locales, Frédérique quitte le groupe. De retour à Paris, elle intègre MCM puis le groupe M6 pour la Télévision et Europe 2 pour la radio. C’est elle qui anime en direct la soirée de lancement de la chaîne W9, en direct du 1er étage de la Tour Eiffel aux côtés de Yannick Noah. 
Rattrapée par l’histoire de son enfance très particulière, qu’elle dévoilera dans son livre autobiographique « La petite fille à la balançoire », elle quitte le monde des médias traditionnels en juin 2008, juste après avoir animé une émission spéciale Coldplay sur W9, pour se lancer dans une nouvelle aventure : la création d’une ONG d’Information, Le Projet Imagine, qui a vocation à susciter l'engagement citoyen en faveur d’une société plus inclusive et durable via des films inspirants et des programmes d’accompagnement vers l’action qui s’inscrivent dans les Objectifs de Développement Durable de l'ONU. Ces programmes sont déployés dans les établissements scolaires, les universités et progressivement dans les entreprises, les prisons et les villes. 
En 2017, alors que l’ONG est reconnue officiellement par les Nations Unies, Frédérique reçoit le titre de Chevalier dans l’ordre national du Mérite. 
En 2018, deux prestigieux Prix lui sont remis : à Miami, celui du “Women who make a Difference” décerné par le réseau « International Women Forum » (IWF) et en France, le Trophée de l'l'Inspiration par l'association  “Pour les Femmes dans les Médias“ (PFDM). 
En 2020, elle est finaliste du Prix Alice Guy récompensant la meilleure réalisatrice française de l’année. 
Militante pour la Paix, Frédérique est membre du Conseil scientifique et stratégique du Forum mondial “Normandie pour la Paix” ainsi que du Conseil d'Administration de l'Institut Français pour la Justice Restaurative (IFJR).
Elle est aussi Docteur honoris causa et membre du Conseil Supérieur de l’Université Catholique de Lille.
Marraine de l'édition 2021 de Soliway, le salon des métiers de l’Humanitaire et de la Solidarité Internationale, Frédérique en est depuis Marraine d'Honneur. Elle est accompagnée en 2023 du travailleur humanitaire belge et ancien otage, Olivier Vandecasteele.
Elle est également Marraine de la 5e édition des Lauréats de la Diversité du World Forum For a Responsible Economy
En janvier 2024, elle devient la marraine d’un ambitieux programme d’égalité des chances mis en place par le département des Yvelines (78) : “VillAvenir” est un lieu de vie et d’accompagnement qui accueille des jeunes de l’Aide Sociale à l’Enfance pour leur permettre de réaliser leurs pleins potentiels, que ce soit dans le domaine scientifique, artistique ou sportif. 
En novembre 2024, elle est nommée “Femme en Or” catégorie “Les Engagées” au sein du palmarès "Les “Lauréates”, 30 femmes qui transforment l’économie et la société » sélectionnées par le magazine Elle & le journal La Tribune.

## Filmographie

### Films produits et réalisés
- La justice restaurative (2012) DOC (22 min)
- L’égalité Femme-Homme dans la sphère professionnelle (2014) DOC (20 min)
- Des Femmes et des Hommes (2014) DOC (105 min / 52 min)
- Ryadh Sallem, Dans les yeux de Ryadh (2010) DOC (20 min)
- Jean-Pierre et Marie-Anne Kuhn, Et ils eurent beaucoup d’enfants… (2011) DOC (27 min)
- Dominique Pace, Un monde à livre ouvert (2012) DOC (23 min)
- Jean-Guy Henckel, Un Héros en Herbe (2012) DOC (40 min)
- Martin Maindiaux, Aller Simple pour le Mékong (2014) DOC (28 min)
- Pierre Gay, L’homme qui murmurait à l’oreille des girafes (2015) DOC (52 min)
- Jean Vanier, Le Sacrement de la Tendresse (2016) DOC (90 min)

### Films produits
- Sœur Ventura, Une Héroïne Imagine (2015) DOC (17 min)
- Dr Shetty, La Poétique du Cœur (2016) DOC (52 min)
- Laurent Eyzat, Quand Fraternité fait Loi(2019) DOC (52 min)
- Catherine de la Hougue, Je parle au bus (2022) DOC (52 min)

## Publication
En octobre 2013, Frédérique Bedos publie un livre-témoignage, La petite fille à la balançoire, dans lequel elle raconte comment de son histoire personnelle et plus particulièrement de son enfance, ballotée entre sa mère biologique, atteinte de troubles mentaux, et une famille d'accueil, au milieu d’une vingtaine de frères et sœurs, est née l'ONG d'information Le Projet Imagine.

## Distinctions
- Chevalier de l'ordre national du Mérite (2017)[8]
- Docteur honoris causa  de l'Université Catholique de Lille (2018)
- Prix « Women who make a Difference » par le  réseau International Women's Forum - IWF (2018)
- « Trophée de l'Inspiration » décerné par l'association française "Pour les femmes dans les médias"- PFDM (2018)
- Finaliste du Prix Alice Guy récompensant la meilleure réalisatrice française de l’année (2020)
- “Femme en Or” catégorie “Les Engagées” au sein du palmarès "Les Lauréates,  les 30 femmes qui transforment l’économie et la société » sélectionnées par le magazine Elle & le journal La Tribune.